# Penetretus nebrioides
Penetretus nebrioides es una especie de coleóptero de la familia Carabidae.

## Distribución geográfica
Habita en la España peninsular.